# 李陵
李陵（前2世纪?—前74年），字少卿，隴西成紀（今甘肃省天水市秦安县）人，西汉將領李广之孙，汉武帝期間曾以少擊多攻打匈奴，但後來因政治事件考慮最終投降匈奴。

## 早年
李陵是李广长子李当户之子。李陵年少时为被汉武帝看中，任命为侍中、建章监（禁卫队长），善于骑射，爱护士卒，口碑很好。汉武帝认为他有他祖父李广之遗风，便派他带领八百骑过居延察看地形，深入敌境二千余里，并没有撞见匈奴。虽然无功，但武帝随后将他提封为騎都尉，安排他统领丹阳楚兵五千人，并在酒泉、张掖负责部队的骑射训练。几年之后，汉武帝派遣貳師將軍李廣利进攻大宛，让李陵带领五校兵随后，行军到边塞，恰逢李广利回军。武帝赐书给李陵，李陵便留下军官和一些士兵，率领五百轻骑出敦煌、至盐水，行军至塞外接应李广利的部队班师，随后留屯在张掖。

## 兵出居延
天漢二年（前99年）秋，李广利率領三萬騎兵自酒泉出征匈奴，於天山攻击右賢王。武帝在武台召见李陵，想安排他运输李广利的辎重，李陵请求汉武帝说：“我所率领的边关屯军，皆是荆楚一带的勇士、能力出奇的剑客，力气大得可掐死老虎，射箭百发百中。我希望能自己独当一面，到阑干山南吸引单于部队，不让他们集中兵力攻击李广利的部队。”汉武帝告诉李陵：“我这次出兵众多，没有多余的骑兵分给你。”李陵便向汉武帝下了保证：“不需要骑兵！我愿意以少敌多，用五千步兵横扫单于王庭。”汉武帝听了很高兴，便准许李陵出兵，同时调强弩都尉路博德带兵在途中接应李陵军。路博德以前是伏波将军，觉得给一个晚辈做后援军很没面子，便上奏：“秋天匈奴马肥，最好不要与之交战。臣希望能把李陵留到春天，同时领酒泉、张掖各五千骑兵从东西并击西浚稽山，一定可以擒获单于。”汉武帝看了上奏后很生气，怀疑李陵是怯战才串通路博德上书，便训斥路博德，下诏命令路博德去钩营阻挡敌军可能的进攻，李陵九月出发寻找匈奴。于是李陵带着五千步兵出居延千余里，向北行军三十日，到浚稽山下驻扎。他将沿途所经的山川地形绘成地图，派遣麾下部将陈步乐送回长安。陈步乐见到汉武帝后，大夸李陵及其部下如何英勇奋战。汉武帝很高兴，就提拔陈步乐为郎官。

## 血战而降
李陵到达浚稽山后，与单于遭遇，被三萬骑兵包圍在两山之间。李陵将大车环绕起来作为营寨，带领士兵出营外列阵，前排持戟、盾、后排持弓弩。匈奴见汉军人少，便直接正面攻击大营，李陵部弓弩齐发，匈奴应弦而倒，于是匈奴向山上撤退，汉军追击，杀死数千人。單于大惊，召集八万多人进攻。李陵向南边打边撤数日，到达山谷中。连续作战后，士兵们三处受伤的躺在车上，两处受伤的驾车，一处受伤的拿兵器作战。部队死伤惨重。李陵发现部队士气低下，说：“军中难道有女人吗？”便搜出藏在随军车辆中士卒的妻子，全部斩杀。第二天再与匈奴交战，杀死敌军三千余人，随后引兵向东南沿着龙城旧道行军四五日，来到一片满是芦苇的大沼泽中。匈奴从上风口方向火攻，李陵也命令军中放火烧隔离带以求自救。南行至山下，单于在南山上，派遣其子亲率骑兵攻击李陵。李陵军在树林中步战，又杀死数千敌军，并且用连弩射退单于。这天捉到的匈奴俘虏交代说。单于说：‘这支汉军精锐久攻不下，日夜把我引往南面边塞附近，是不是有伏兵？’其余部落当户君长都说：‘单于亲自率数万骑都消灭不了数千汉军，以后没脸再指挥边臣，让汉朝瞧不起匈奴。再到山谷间猛攻，还有四五十里才到平地，如果还是不能攻破，只好退兵。’”单于大怒，因此加紧了对李陵部队的攻势。
这时，李陵军的情况更加危急。匈奴仗着人多，双方一日交战数十次，李陵军又杀死敌军二千余人。匈奴军见情势不利，正想退兵，恰好一个叫管敢的军候因为被校尉所辱，投降了匈奴，同时出卖了李陵军的情报：“李陵军没有后援，箭也快用完了，只有他及成安侯韩延年麾下各八百人在前面打着黄白两色旗作先锋，用精锐骑兵射箭应该就能攻破他们了。”单于得知大喜，派出骑兵攻击，并且大叫“李陵、韩延年快投降！”阻截道路，仗着山势居高临下四面射击汉军，箭如雨下。李陵部队向南退走，还没到鞮汗山，一天就把五十万支箭射完了，只好丢掉军车继续撤退。这时李陵军还有三千余人，只能砍断车辐当兵器，军官拿着随身短刀，深入峡谷中。单于部队断了汉军后路，同时从山上投下擂石，汉军伤亡惨重，无法行动。
黄昏后，李陵独自着便衣出营，并喝退左右：“不要跟我，大丈夫要单枪匹马去捉单于！”良久之后，李陵回来，大声叹息道：“兵败了，我们就死了吧！”随行军吏劝他：“将军威震匈奴，虽然天命不如愿，但当年浞野侯赵破奴被匈奴俘虏后又逃亡回来，皇帝还是礼遇他。何况将军呢！”李陵说道：“不要说了！我如果不战死，就不是壮士。”于是砍断旌旗，将随行携带的珍宝掩埋。李陵叹曰：“如果再有数十发箭，就可以突围了。如今已没有武器可以再战，等到天亮就要束手就擒！大家各自逃命，还可以有人能逃回去报告皇帝。”然后他命令军士每人携带二升干饭、一大块冰，约定突围后到遮虏鄣会合。半夜时，击鼓发令，鼓却不响。李陵只好与副将韩延年带领随从十余人上马冲杀。匈奴骑兵数千在后追赶，韩延年战死。李陵大呼：“我没脸回去见陛下！”便下马投了降。他的五千兵被打散，只有四百余人突围成功回到了塞内。
李陵兵败的地方与边塞只有一百多里，消息很快便传了过来。汉武帝以为李陵战死，便召见他的家人慰问，但发现其家人都没有悲丧之色。后来得知李陵投降了，汉武帝大怒，并且责问事前大夸李陵的陈步乐，陈步乐自杀。朝中大臣纷纷指责李陵叛国，只有司马迁为李陵辩解，认为李陵以少敌多属于英雄行为，而且投降也肯定是詐降。但是汉武帝认为司马迁污蔑诋毁功少的李广利来为李陵开脱，便将司马迁下狱，后来施以宮刑。后来汉武帝后悔自己不该催李陵出兵，便派人犒赏了李陵部突围逃回的幸存者。

## 家人被诛

### 《漢書》及《前漢紀》的说法
錯把李緒當李陵。李陵投降匈奴后一年，汉武帝派因杅将军公孙敖出兵营救李陵。公孙敖无功而返，但是捉得匈奴俘虏说李陵帮助匈奴练兵对付汉朝。汉武帝闻知大怒，于是将李陵家夷三族。从此陇西李氏声名败落，士大夫引为羞愧。后来李陵责问汉使：“我为汉朝率兵五千横扫匈奴，因为没有援军而失败，有什么对不起汉的，要诛杀我全家！”原来为匈奴练兵的是投降匈奴的原汉塞外都尉李緒。于是李陵便派人刺杀李绪。匈奴大阏氏想要杀李陵，单于只好把他派到北方藏起来，直到大阏氏死后才把他调回。单于认为李陵壮勇，将女儿嫁给他，立他为右校王，和先前投降匈奴作了丁灵王的卫律平起平坐。

### 《史记》的说法
单于将女儿嫁给李陵后，汉朝将李陵家夷三族。

## 未归汉朝
征和二年匈奴入出侵上谷、五原，同年又攻入乢五原、乢酒泉，杀两部都尉。于是汉廷遣李广利七万人出五原，御史大夫商丘成将三万余人出西河，重合侯莽通率领四万骑出酒泉，进攻匈奴。狐鹿姑单于得知汉兵全线出击，便命令其部落辎重沿着赵信城向北迁至郅居水；左贤王驱使其部民度余吾水六七百里，安扎在兜衔山；单于自己带领精兵渡过姑且水，用坚壁清野对付汉军。商丘成的部队追至追邪径，没有遇到匈奴，便班师而还。李陵随后率领三万余匈奴骑兵追击汉军，在浚稽山与商丘成的部队大战九日，双方一直打到蒲奴水，被汉军杀得损失惨重，不得不退兵。
汉昭帝即位后，向来与李陵友好的大将军霍光、左将军上官桀辅政，派李陵的老朋友任立政等三人出使匈奴，借机劝李陵归汉。使节在酒席上抚摸佩刀上的环（寓意“还”），触碰李陵的脚，大声说“汉朝已经大赦，中原安乐，主上年少，辅政的是霍光和上官桀！”李陵表示“吾已胡服矣！（我已经是异国人了）”而且“大丈夫不能第二次受辱”。
李陵在匈奴二十多年后，于元平元年（前74年）病死。

## 李陵与苏武的故事
李陵投降后，曾受匈奴派遣，去劝降被匈奴扣留在北海牧羊的汉使苏武。因為李陵与苏武曾经一同担任过侍中，是為漢人同族與同事，機會較大。
起初，苏武被扣留后的第二年，李陵降了匈奴，但還不敢去见苏武。过了很长时间，单于派遣李陵去看望苏武，希望他能來替匈奴工作。李陵劝苏武说：“即使在这里守节也不会有人知晓。你的两位兄弟已死，母亲也去世了，妻子已经改嫁，十几年过去了，妹妹和子女也不知是死是活。人生就如同早上的露珠一样短促，何必在这里长时间的折磨自己！况且陛下（汉武帝）年事已高恩威无常，大臣无罪被杀的已有十几家。”，苏武不为所动，表示自家历代受国家恩养，必当不辱使命效忠国家，自己对于汉武帝的忠诚就如同儿子对父亲的忠诚一样不需要回报，并表示自己已有必死的决心。李陵被苏武的坚贞不屈所感动，长叹：“唉！真是义士！我和卫律的罪过简直比天还高。”，然后流泪与苏武告别。因为他自己没脸送苏武礼物，便让妻子出面赐送牛羊（在游牧民族中算是很貴重的）。
后来，李陵又去见苏武，带去了汉武帝已死的消息，苏武闻后对南哭拜，悲哀过度以至吐血。
苏武在始元六年（公元前81年）出發返回汉朝，李陵聞之，特地邀他摆酒宴送行，並在送别蘇武时说：“假使汉朝不诛杀我的家人，我或许能像曹沫那样立功赎罪。但皇上杀了我全家，这是世上最大的侮辱，我没有什么可留恋的了。你我一分手，再没有相见之日了。”并亲自作起舞唱道：“径万里兮度沙幕，为君将兮奋匈奴。路穷绝兮矢刃催，士众灭兮名已溃。老母已死，虽欲报恩将安归！”
此處苏李泣别的故事作为一种艺术题材，不断被后人用各种艺术手法演绎。从南朝起就一直有假托苏李离别情景的“拟苏李诗”创作。国家图书馆所藏的敦煌变文中有《李陵变文》《苏武李陵执别词》。明朝画家陈洪绶两次创作《苏李泣别图》。2007年上海淮剧团创作了改编自苏李故事的新编历史剧《汉魂歌》。

《文选》及《艺文类聚》中载有李陵《答苏武书》及《与苏武诗》，苏武《与李陵诗》等文学作品，但自古以来对于作者就一直存在着质疑。有观点认为是后人伪托；也有观点认为是编辑者张冠李戴。但是《答苏武书》与《苏李诗》作为文学作品本身的价值仍然受到肯定。

## 关于阿巴坎汉代宫殿遗址
前苏联考古学家吉谢列夫考证，李陵在匈奴的时候曾被封到西伯利亚地区建立坚昆国，他的王庭就设在叶尼塞河上游的阿巴坎。20世纪40年代，阿巴坎发掘出汉式宫殿遗址，该宫殿为四阿式重檐建筑，平面是长方形，中央有方形大殿，宫殿的内部构造与汉时的宫殿基本无异，房檐有圆形瓦当，上边有汉隶八分体书就的“天子千秋万岁常乐未央”。这座宫殿建成时间在公元前后，吉谢列夫推测这是公元前99年李陵降匈奴后的宅邸。郭沫若曾对此表示怀疑，另一位学者周连宽认为这座宫殿可能是王昭君的长女须卜次云的居所。

## 追祖李陵的现象
在民族融合的南北朝至隋唐时期，出现了有不少记载为李陵后裔的北方民族。他们中绝大部分的真实性并不认为学术界认可，但是这种现象被视作是一种“民族融合与文化整合的历史态势”。

### 关于北魏拓跋氏
这种说法最早见于《宋书·索虏传》，称李陵在匈奴的后裔有千百支，拓拔部的中心氏族拓跋氏是其中一支。拓跋部後朲建立北魏。之后的《南齐书·魏虏传》强化了这种说法，并补充说明：因为李陵在匈奴时的妻子名为“拓跋”，匈奴的风俗是用母亲的名字作为姓氏，所以身为北魏皇族的拓跋氏其实是李陵之后，但是拓跋氏并不承认这种说法，凡是称拓跋氏是李陵后裔的全都会被杀死。

### 关于北周李贤
《北史·李贤传》记载：北周柱国大将军李贤，自称祖籍是陇西成纪，本是李陵的后裔，所以出生在北方，后来跟随魏国南下。1985年在宁夏固原发掘出土的北周李贤夫妇墓的墓志证实了这种说法并不是记史人的附会，而是确实为李贤本人认同并记录在其墓志上的。
但是这种说法仍然没能受到后世学者的认同，认为是李贤本人的附会。

### 关于黠戛斯部族
黠戛斯部族是今天吉尔吉斯人的前身。唐代时，黠戛斯首领阿热氏可汗和部族中的一些成员自称为李陵后人，黠戛斯部族曾多次为唐王朝效力，积极参与了唐与突厥的战争，并灭掉唐后期从西北威胁唐帝国安全的回鹘。《新唐书》记载：“黠戛斯破回鹘，得太和公主。黠戛斯自称李陵之后，与国同姓（注：指李唐王朝），遂令达干十人送公主至塞上。”《唐书·回鹘传下》附《黠戛斯》条中说：该族之人“皆长大，白发、皙面、绿履，以黑发为不祥，黑瞳者必曰〔李〕陵苗裔也。”唐代认吉尔吉斯人为同宗非他番比。

### 关于贺兰氏
宋朝人的《古今姓氏书辩正》记载，贺兰氏也自称是李陵后裔。

## 有关李陵的小说
台灣作家張國立曾以其李氏一族之事，撰成小說《匈奴》（ISBN 957-33-1539-4）一書，獲第二屆皇冠大眾小說獎首獎。
中国大陆作家贾涤非也写了《李陵传奇之风云乍起》一书。
香港作家傅良  《約櫃風雲》
日本作家中島敦作有短篇小说《李陵》，收录于短篇小说集《山月记》（郑秀美译 台北星光出版社）